# Rauschen (Seismologie)
In der Seismologie sowie der Seismik bezeichnet das Rauschen alle zufälligen und ungewollten Signalanteile, die an einem Messpunkt zusammen mit dem gewünschten Nutzsignal durch das Messinstrument aufgezeichnet werden.
Da die durch Erdbeben oder künstlich (z. B. durch Sprengung) angeregten seismische Wellen mit steigender Entfernung meist sehr schwach werden, wirkt sich das Rauschen üblicherweise störend aus und behindert die Auswertung der gewonnenen Daten.

## Ursachen

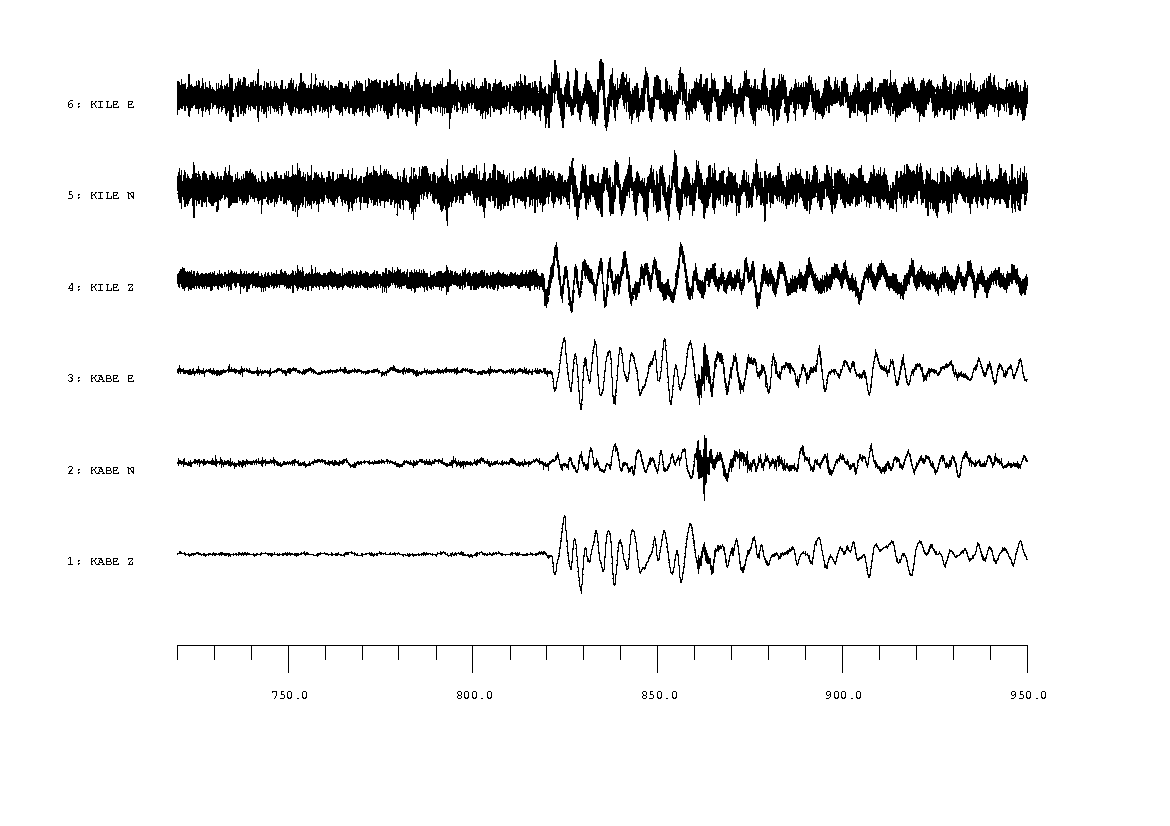
3-Komponenten-Aufzeichnungen eines Erdbebens an zwei benachbarten Messstationen: Station KILE (oben) weist ein deutlich stärkeres Hintergrundrauschen auf als Station KABE

Seismische Wellen werden als Erschütterung bzw. Bewegung des Erdbodens registriert. Ursprünglich war mit dem Rauschen daher die Bodenunruhe gemeint, die nicht durch das Quellsignal verursacht wird. Der Untergrund ist quasi immer in Unruhe, da jede mechanische Beeinflussung des Bodens seismische Energie erzeugt. Dies kann durch natürliche wie auch durch künstliche Einflüsse geschehen.
Natürliche Quellen sind z. B. Witterungseinflüsse: So kann etwa Wind direkt auf den Boden einwirken oder aber hohe Gegenstände (Bäume, Masten etc.) in Schwingungen versetzen, die auf den Boden übertragen und so fortgepflanzt werden. Bodenbewegung entsteht jedoch auch z. B. durch direkte Sonneneinstrahlung, wenn sich der Erdboden oder Gesteine erwärmen und ausdehnen.
Eine der vorwiegenden Quellen für natürliche Bodenunruhe stellt das Meeresrauschen dar, das erzeugt wird durch auf die Küste auflaufende Wellen und Brandung. Doch auch die Gezeiten, Luftdruckschwankungen oder jahreszeitliche Temperaturunterschiede führen zu langperiodischen Deformationen des Bodens die entsprechend niederfrequentes Rauschen auslösen.
Darüber hinaus gibt es auch künstliche Quellen, die auf den Einfluss des Menschen und der Technik zurückgehen: Erschütterungen etwa durch Maschinen, Straßen- oder Schienenverkehr, technische Geräte oder auch Menschen, die sich in geringer Entfernung vom Messinstrument bewegen. Eine häufige Rauschquelle bei der Verwendung von Sprengstoff zur Signalanregung ist z. B. der Luftschall, der insbesondere nahe der Quelle stark ausgeprägt sein kann.
Da seismologische Messungen in heutiger Zeit in der Regel mit digitaler Technik durchgeführt werden, umfasst der Begriff Rauschen aber zusätzlich auch Störsignale, die durch den Betrieb des Messgeräts selbst entstehen (Geräterauschen, siehe auch: Rauschen (Physik)) oder durch von außen einwirkende elektromagnetische Felder entstehen. So können etwa Hochspannungsleitungen auch über mehrere Hundert Meter die modernen hochempfindlichen Messgeräte beeinflussen.